# Merci oder die Abenteuer Schipows
Merci oder Die Abenteuer Schipows (russisch Похождения Шипова, или Старинный водевиль, Pochoschdenija Schipowa, ili Starinny wodewil) ist ein satirisch-historischer Roman des sowjetischen Schriftstellers Bulat Okudschawa, der von September 1969 bis Juni 1970 in Dubulty (Ortsteil von Jūrmala) entstand, in der Moskauer Monatszeitschrift für Literatur Druschba narodow vorabgedruckt wurde und 1975 in Moskauer Verlag Sowetski pissatel erschien.

## Inhalt
Januar bis August 1862 in Moskau, Sankt Petersburg, doch zumeist in Tula und Umgebung: Die Geheimpolizei, nach dem 14. Dezember 1825 von Nikolaus I. ins Leben gerufen und seitdem auf der Suche nach Staatsverbrechern, will wissen, Graf Tolstoi beschäftige auf seinem Gut Jasnaja Poljana im Landkreis Krapiwna an die zehn relegierte Studenten als Lehrer für seine aus der Leibeigenschaft entlassenen Bauern. Die geheimdienstliche Maschinerie läuft an. Generalmajor Potapow teilt dem Tulaer Gendarmerieobristen Muratow  mit, bei dem Grafen Tolstoi soll es sich um den Verfasser der Prosatexte Kindheit, Jugend und Sewastopoler Erzählungen handeln. Generaladjutant Tutschkow, militärischer  Generalgouverneur von Moskau und Mitglied des Staatsrats, fordert seinen Obristleutnant Schenschin zum unverzüglichen Handeln auf. Schenschin, zuständig für Sonderaufträge, wendet sich in einem Moskauer Polizeirevier an den Stadtaufseher Schljachtin: Fürst Dolgorukow wünsche, ein gewisser Michail Iwanowitsch Schipow, alias galizischer Ehrenbürger Michail Simin, jetzt Schljachtins Gehilfe beim Aufspüren von Taschendieben sowie ehemals dem Hofgesinde des Fürsten  Dolgorukow angehörig, wäre doch die geeignete Person beim Rekognoszieren, Ausspähen „verschiedener Straftaten politischer Art“ und könnte vielleicht sogar „eine eventuelle Verschwörung“ in Jasnaja Poljana aufdecken.
Gesagt getan, der 36-jährige Gaunerfänger Schipow, der in Moskau mit der Schusterswitwe Matrjona zusammenlebt, wird von Schljachtin ins Bild gesetzt, beauftragt, finanziell dürftig ausgestattet und als Spitzel losgeschickt. Ihm wird der 30-jährige Grieche Amadej Giros, ein „kleiner Polizeimitarbeiter“, der als Tambower Kleinbürger auftritt, beigegeben. Beide fahren nach Tula und bleiben in dieser Stadt. Giros zieht Schipow einen Teil der bescheidenen Barschaft aus der Tasche und täuscht Treffs mit dem Grafen Tolstoi vor. Auch Schipow hat keinerlei Interesse zur Kutschfahrt nach Jasnaja Poljana. Stattdessen schreibt er an seinen Auftraggeber mit Lügen gespickte Erfolgsmeldungen über eine Geheimdruckerei im Keller des Grafen. Schipows Meisterstück: Er luchst seinem Auftraggeber tausend Rubel in bar für die Einrichtung einer zweiten Geheimdruckerei in Tula ab. Der Graf soll mit der noch komfortableren Vervielfältigung seiner angeblich staatsfeindlichen Schriften in die Falle gelockt werden.
Schipow verprasst die tausend Rubel und marschiert – in Heuschobern nächtigend, von Brot und Quellwasser zehrend – zurück nach Moskau. Schipow nennt sich einen Verwandten Tolstois mütterlicherseits und ist dem Grafen, der dauernd auf Reisen ist und unterwegs seine angeschlagene Gesundheit unablässig mit Kumys kuriert, so dankbar. Ohne ihn wäre der Nichtsnutz Schipow nicht zu dem Reichtum gekommen, den er mit etlichen Unbekannten, die sich in einem Tulaer Hotelzimmer die Klinke in die Hand gegeben hatten, über Nacht verjuxt hatte. Aber Schipow konnte in jener Nacht nicht anders. Ein Unbekannter hatte ihn mit anonymen Briefen, die jedes folgende Mal kürzer ausfielen, derart unter Druck gesetzt, dass er sich mit Gästen ablenken musste.
In Moskau hat Matrjona inzwischen einen anderen Mann. Schipow findet keinen Unterschlupf, wird vom Stadtaufseher Schljachtin mit Haftbefehl gejagt, gestellt und eingesperrt. Fürst Dolgorukow schreibt an General Potapow: „Ich habe Schipow als ergebenen Diener in Erinnerung und bereue jetzt meine zeitweiligen Zweifel. Wenn wir mehr solche Leute hätten, könnten wir völlige Ruhe in unserem Vaterland garantieren.“ Der übereifrige Muratow holt sich daraufhin bei Potapow einen Rüffel für seine ungerechtfertigte Verfolgung des armen Schipow.
Der Petersburger Dritten Abteilung entgeht fast nichts. Potapow belehrt den Moskauer Tutschkow: alles falsch gemacht. Politische Fahndung dürfe nicht schurkischen Trunken- und Lügenbolden anvertraut werden. Dabei war es doch der Tulaer Gendarm Muratow, dem dank seiner Flexibilität – sprich ständiger Verkleidung in verschiedensten Kostümierungen – die Enttarnung Schipows in monatelanger erkennungsdienstlicher Polizeiarbeit vor Ort glückte. Die Polizei lässt nicht locker; schickt den Obristen Durnowo mit mehr als hundert Polizisten los, die in Jasnaja Poljana nach der illegalen Druckerei suchen. Geheimagent Schipow, der die Expedition mitmachen muss, sieht den Wohnsitz des Grafen das erste Mal. Der Hausherr ist verreist. Tolstois Schwester und Tante sind außer sich. Natürlich wird nichts gefunden. Sämtliche neun Studenten können eine Aufenthaltserlaubnis vorweisen.
In dieser Parodie auf den Schelmenroman wird Schipow zur Strafe nach Sibirien geschickt. Auf der Reise ostwärts wird er vom Polizeimitarbeiter Giros bewacht, der schließlich seine wahre Identität preisgibt: Amadej Wassiljewitsch Giros, Wirklicher Staatsrat. Der Schelm Schipow erreicht das Reiseziel nicht. Am Ende des Textes, der insgesamt der Phantastischen Literatur zugerechnet werden kann, entledigt sich Schipow der Ketten; löst sich hinanschwebend in Luft auf.

## Historie
Okudschawas Erfindungen fußen auf historischen Fakten: Die Kriegskritik in Tolstois Sewastopoler Erzählungen war der Geheimpolizei des Zaren ein Dorn im Auge. Die entsprechenden Geheimdokumente aus den Jahren 1861/62, anno 1906 im Petersburger Wsemirny Westnik publiziert, sind dafür Beleg. Nachweisbar sei auch der Weg des ehemaligen Leibeigenen Schipow vom Diener des Fürsten Dolgorukow zum Spitzel.
Tolstoi schreibt im Juli 1861 über die von ihm in Jasnaja Poljana eingerichtete Schule für Bauernkinder: „In unserem Stande habe ich solche Kinder nie gesehen … Niemals Faulheit oder Grobheit oder dumme Scherze oder ein unanständiges Wort … Ich habe eine so stille, so ruhevolle, mich so ganz erfüllende Sache gefunden.“
Nach einer polizeilichen Hausdurchsuchung am 6. und 7. Juli 1862 musste Tolstoi seine Schule schließen. Alle anwesenden Studenten seien sofort verhaftet worden. Tolstoi sei denunziert worden: In einer Geheimdruckerei lasse er die Vervielfältigung revolutionärer Proklamationen zu.

## Rezeption
- Schröder sieht im Juni 1975 den Roman Merci in der Nachfolge des Armen Awrossimow. Der „koloritreiche, rätselhaft-interessante“[21] Schipow sehnt sich nach einem angenehmen Leben und nimmt sich seine Herren als Leitbild, plappert deren Französisch nach; lügt und heuchelt nach dem Vorbild der Adligen. Im Gegensatz zum Adligen Awrossimow, der auf sein Landgut zurückkehren darf, gibt es für Schipow kein äquivalentes Happy End. Der tragikomische Held scheitert an Muratow und Giros.[22]
- Schröder spielt im Juli 1980 auf den Untertitel Ein altes Vaudeville im russischen Original an, wenn er zum Thema „Emanzipation des kleinen Mannes“ resümiert, sein Menschenrecht werde Schipow nach den Reformen zu Anfang der 1860er Jahre vom Zaren auch weiterhin vorenthalten. Die Obrigkeit habe lediglich ein historisches Vaudeville inszeniert, bei dem Schipow gleichsam als Mitspieler der Dumme bleibe.[23]

### Verwendete Ausgabe
- Bulat Okudshawa: Merci oder Die Abenteuer Schipows. Historischer Roman. Aus dem Russischen von Thomas Reschke. Mit einem Nachwort von Ralf Schröder. Volk & Welt, Berlin 1981 (1. Aufl.)

### Sekundärliteratur
- Bulat Okudshawa: Die Reise der Dilettanten. Aus den Aufzeichnungen des Oberlieutnants im Ruhestand Amiran Amilachwari. Historischer Roman. Aus dem Russischen von Thomas Reschke. Mit einem Nachwort von Ralf Schröder. Aufbau-Verlag, Berlin 1981 (1. Aufl.)